# 馳騖寰宇
22°43′26″N 120°19′20″E / 22.723945°N 120.322356°E
馳騖寰宇，是2002年高雄燈會主燈，亦為首座以水上花燈呈現的臺灣燈會主燈，在愛河展出結束後搬至楠梓區。

## 造型
2001年臺北燈會改在高雄市舉辦時，在市長謝長廷堅持下，採用非十二生肖造型的「鰲躍龍翔」為主燈，引起爭論。次年燈會繼續在高雄舉辦前，2001年11月23日，交通部觀光局局長張學勞南下拜會謝長廷後，雙方達成共識，決定明年馬年恢復以值年生肖為主燈造型。
2002年1月31日，觀光局公開由任政林設計的主燈「馳騖寰宇」模型。主燈名是由曾永義以象徵國家開運壯闊、不可攔阻而取名。實體高度20公尺、底座寬18公尺、總重達15公噸。馬體是以不鏽鋼沖孔板及H型鋼結構，頭部、脖子、四肢均可轉動以配合音樂，展現空馳騖寰宇的雄姿。主燈除具有內光、全像片、雷射效果外，可電腦連線表現水霧及水舞。馬體下方的地球，展現捐贈單位中華電信的標誌，同時符合服務全球的意義。但因馬首與馬身比例不當，被批評氣勢不足。

## 登場
「馳騖寰宇」是展示在中正橋及五福橋之間的愛河水面上，其因是考慮愛河腹地不足，成為臺灣燈會11年來首座以水上花燈呈現的主燈。為克服工程，觀光局特別向海軍商借三只浮箱和二個駁船，從農曆春節大年初二開始施作，觀光局長張學勞更每天搭飛機前來監工。主燈設置在呈現「ㄇ」字形的平台，正面寬約53公尺，以20公尺寬的浮箱2座連結河岸。為此，還商借海軍搶灘用的戰備橋。
儘管中華電信贊助主燈經費新台幣1000萬元，但河面基礎工程費用就高達390萬元。2月7日上午10時30分舉行安座儀式時，觀光局長張學勞、高雄市副市長林永堅、建設局長李文良、中華電信南區分公司協理郭修旭等人共同主持。
2月27日晚上7點，由總統陳水扁開燈後，主燈在暗夜的愛河河面上亮起，緩緩旋轉展演「鰲魚出海」、「碧海青天」、「馳騖寰宇」、「天馬奔騰」、「龍飛鳳舞」、「簫韶九成」六大主題。主辦單位為了防範意外，在主燈的愛河河東、河西兩側用鋼繩和鐵絲架設防護、警察局和市政府加派人力在愛河巡邏，現場也有多艘救生艇待命。

## 保存
燈會結束後，「馳騖寰宇」先暫放高雄港倉庫。3月11日，謝長廷說交通部運輸研究所及高雄港務局皆爭取今年主燈，但他個人建議放在藝術資源較缺乏的北高雄。5月31日，市府工務局表示計畫將主燈放在凹仔底森林公園。後來楠梓區惠豐里長王能春主動爭取放在楠梓立體高架橋系統作為北高雄的地標。7月26日，王能春與工務局新建工程處、建設局、楠梓區公所開會商討主燈遷移維護事宜。
2003年7月16日，以388萬移置「馳騖寰宇」到楠梓陸橋、楠陽陸橋及後勁溪之間的土坵。